# FK Szkopje
Az FK Szkopje (macedónul: Фудбалски Клуб Скопје, magyar átírásban: Fudbalszki Klub Szkopje) egy macedón labdarúgócsapat, székhelye a fővárosban, Szkopjében található. Jelenleg a macedón másodosztályban szerepel.

## Névváltozások
- MIK Szkopje
- SK Szkopje

A 2000-es évek eleje óta FK Szkopje néven szerepel.

## Története
A klubot a Metalac Szkopje és Indusztrijalec Szkopje összevonásával hozták létre 1960-ban, és alsóbb osztályú jugoszláv labdarúgó-bajnokságokban MIK Szkopje néven kezdte meg szereplését. 1970-ben megnyerte a macedón nemzetiségű labdarúgócsapatok számára kiírt kupát, mely mindmáig egyetlen kiemelkedő eredményének bizonyult.
1997-ben szerepelt először a macedón élvonalban, ahol két szezont töltött: előbb a 10., majd a 13., kieső helyen zárt. Első osztálytól történt búcsúja után mindvégig a másodosztályban szerepelt.
A 2000-es évek elején vette fel jelenleg használatos nevét.

## Külső hivatkozások
- Adatlapja a macedonianfootball.com-on (angolul)
- A Macedón Labdarúgó-szövetség hivatalos oldala (macedónul), (angolul)